# Garuda

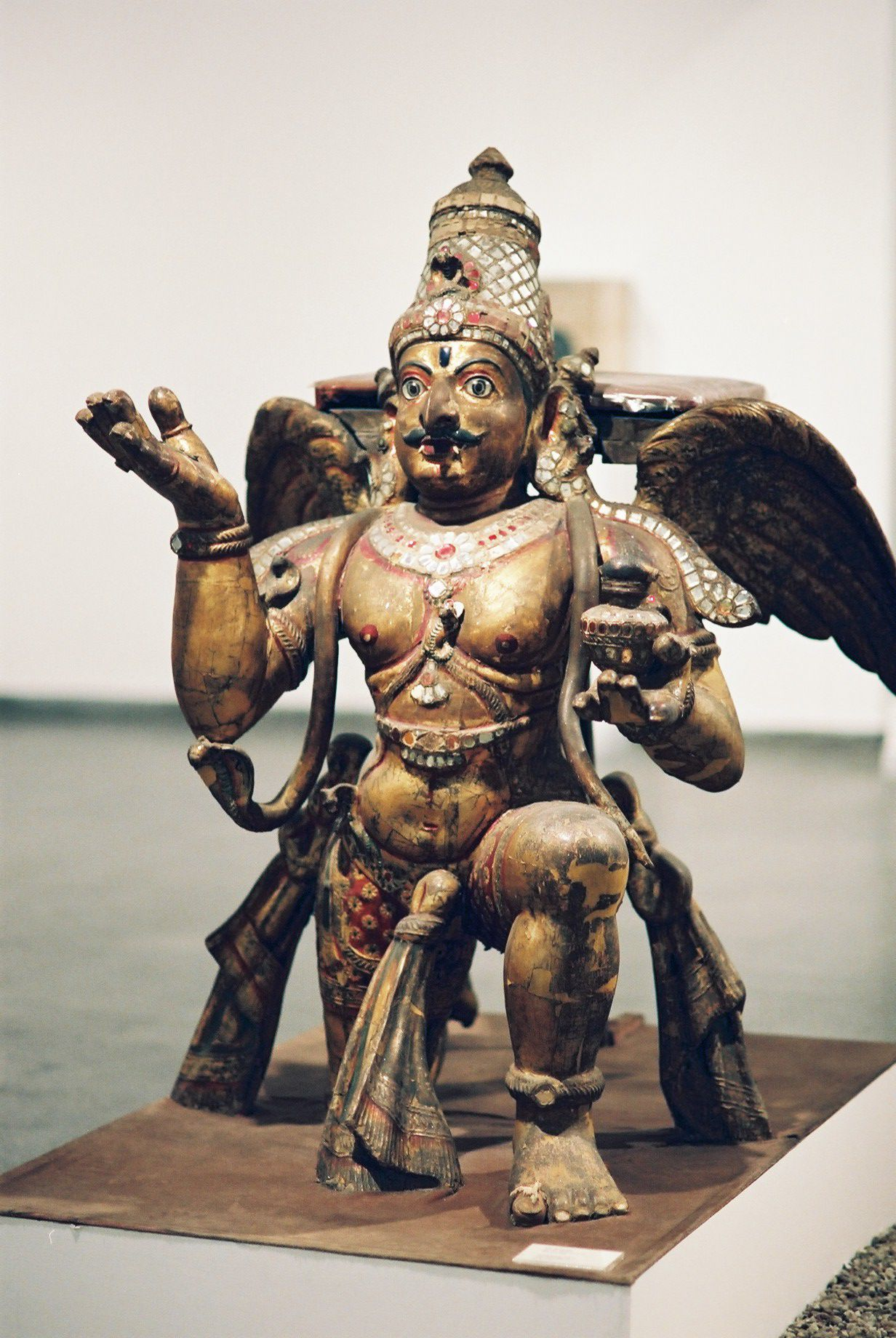
Estàtua de Garuda, el vahana de Vixnu

Garuda (en sànscrit: गरुड Garuḍa, en pali: Garuḷa) és una criatura llegendària amb forma d'ocell de les mitologies hindú, budista i jainista. En l'hinduisme és la montura (vahana) del déu Vixnu; en el budisme, és un protector del dharma; i en el jainisme és el yaksha de Tirthankara Shantinatha.
Garuda es considera el rei dels ocells i es representa com similar a un milà. Se'l pot representar de forma zoomorfa (com a ocell gegant amb les ales parcialment obertes) o d'una forma antropomorfa (home amb ales i algunes característiques d'ocell). Garuda és generalment un ésser protector amb poder per anar ràpidament a qualsevol lloc, sempre vigilant i enemic de la serp. També és conegut com a Tarkshya i Vynateya.
Garuda és una part de les insígnies estatals a l'Índia, Myanmar, Tailàndia, Cambodja i Indonèsia. L'escut oficial d'Indonèsia té està envoltat per una representació de Garuda i l'emblema nacional d'Indonèsia es diu Garuda Pancasila. La força aèria índia també té Garuda en el seu escut.

## Galeria
Insignia

Garuda com a símbol nacional d'Indonèsia
Garuda com a símbol nacional de Tailàndia
Garuda (Khangardi) com a símbol d'Ulan Bator, Mongòlia

Temples

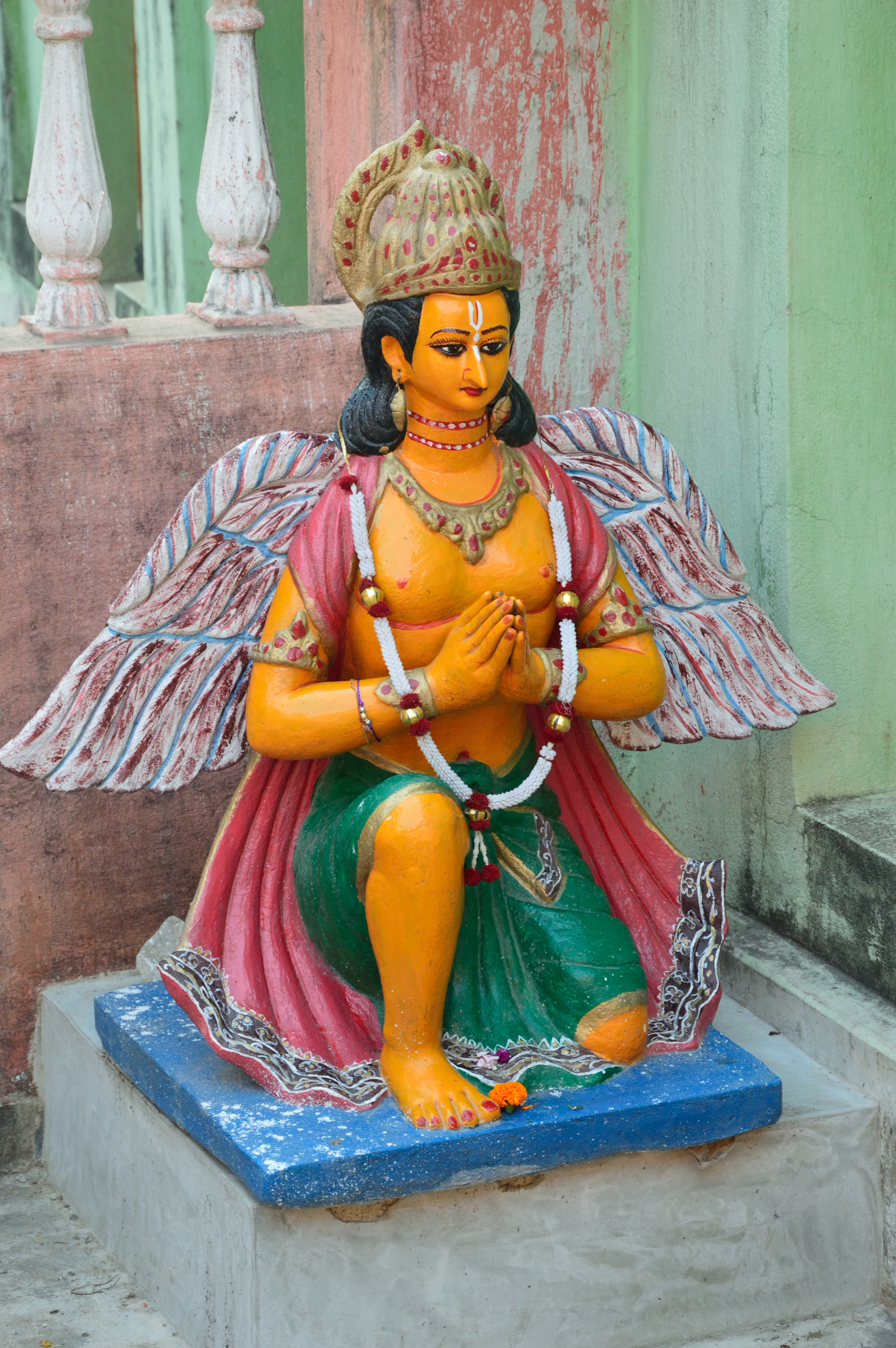
Iconografia de Garuda al temple Radha Krishna a Calcuta.
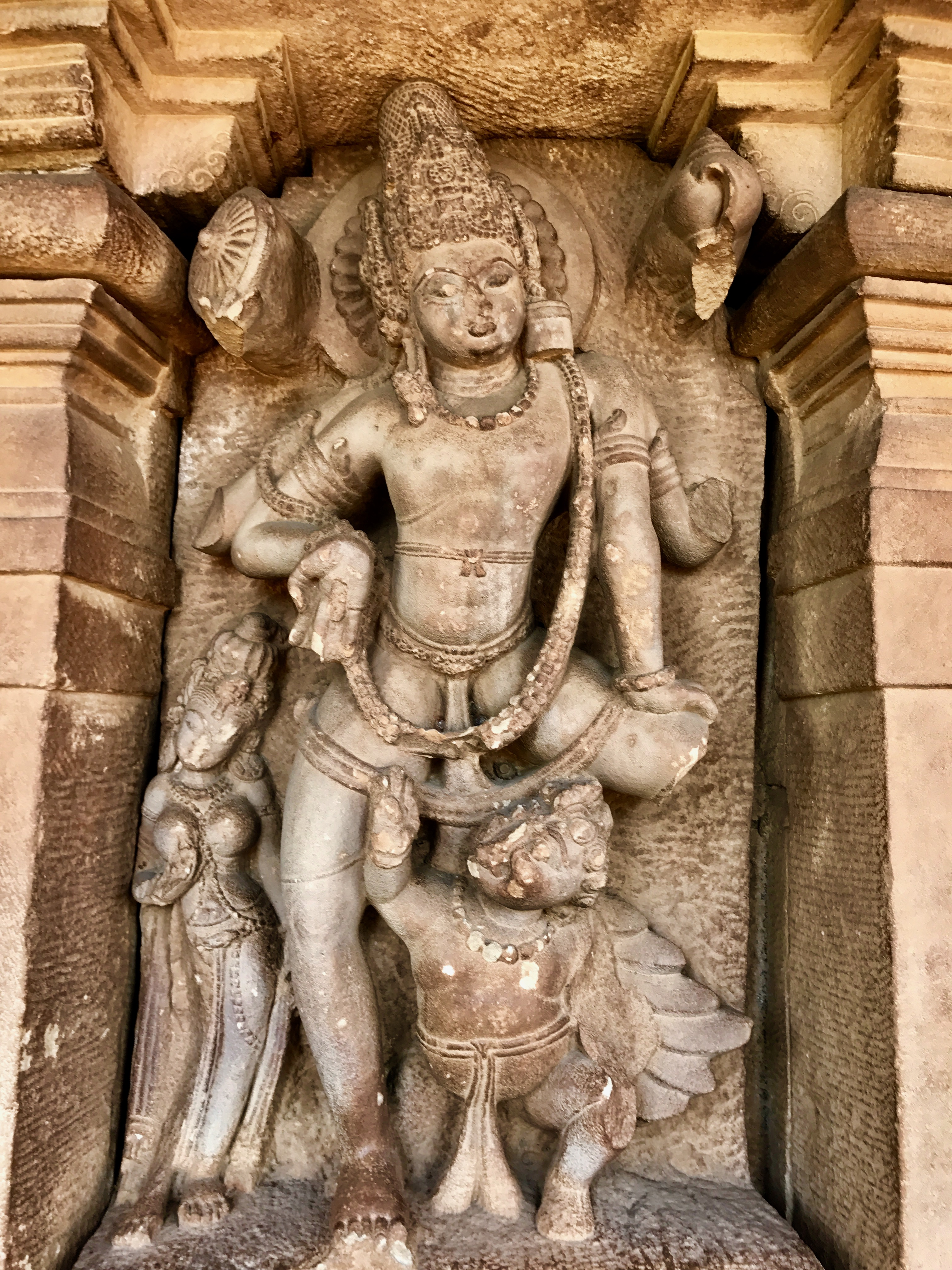
Garuda portant Vixnu, segle viii, Aihole, Karnataka, Índia
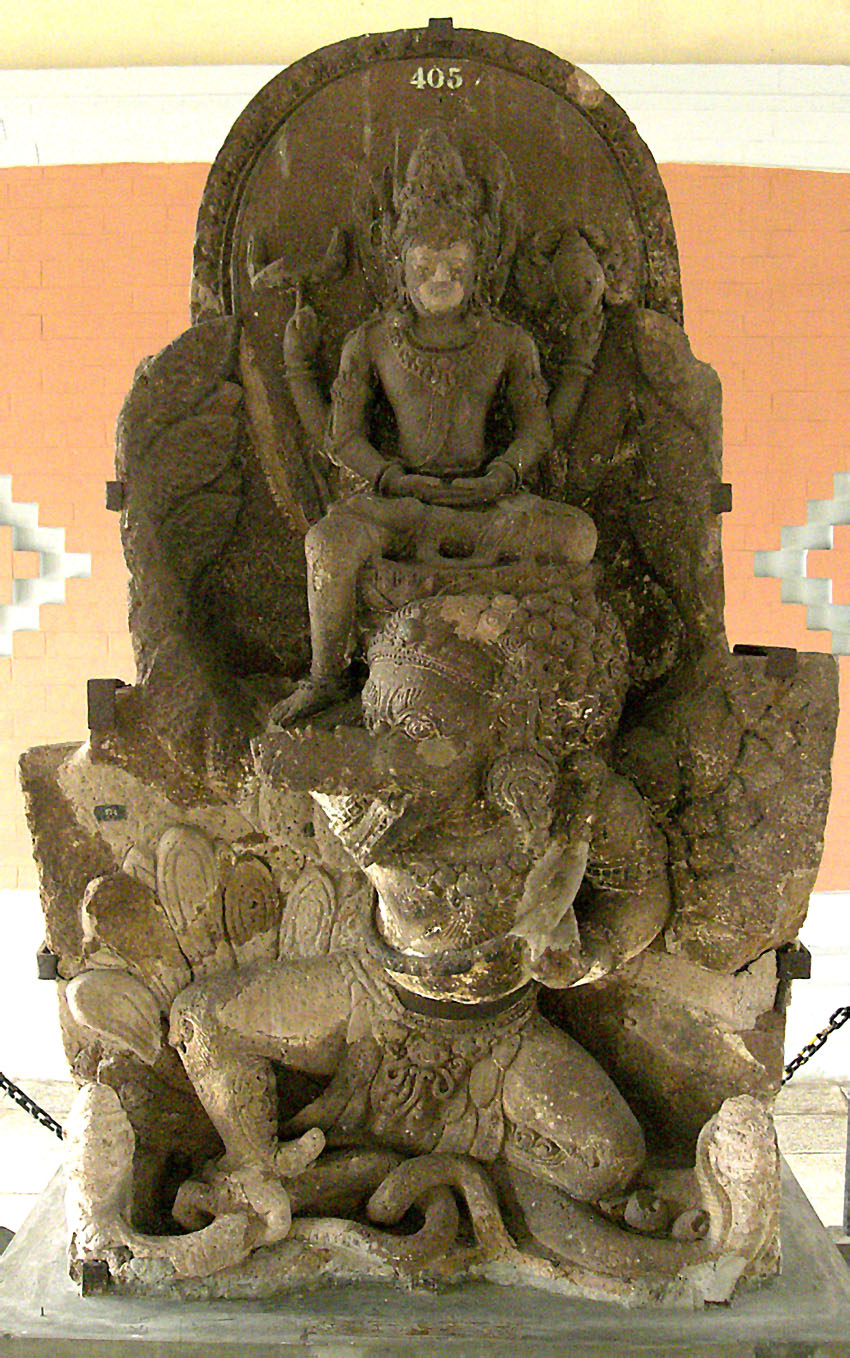
El rei Airlangga representat com a Vishnu montant Garuda, segle xi, Java, Indonèsia
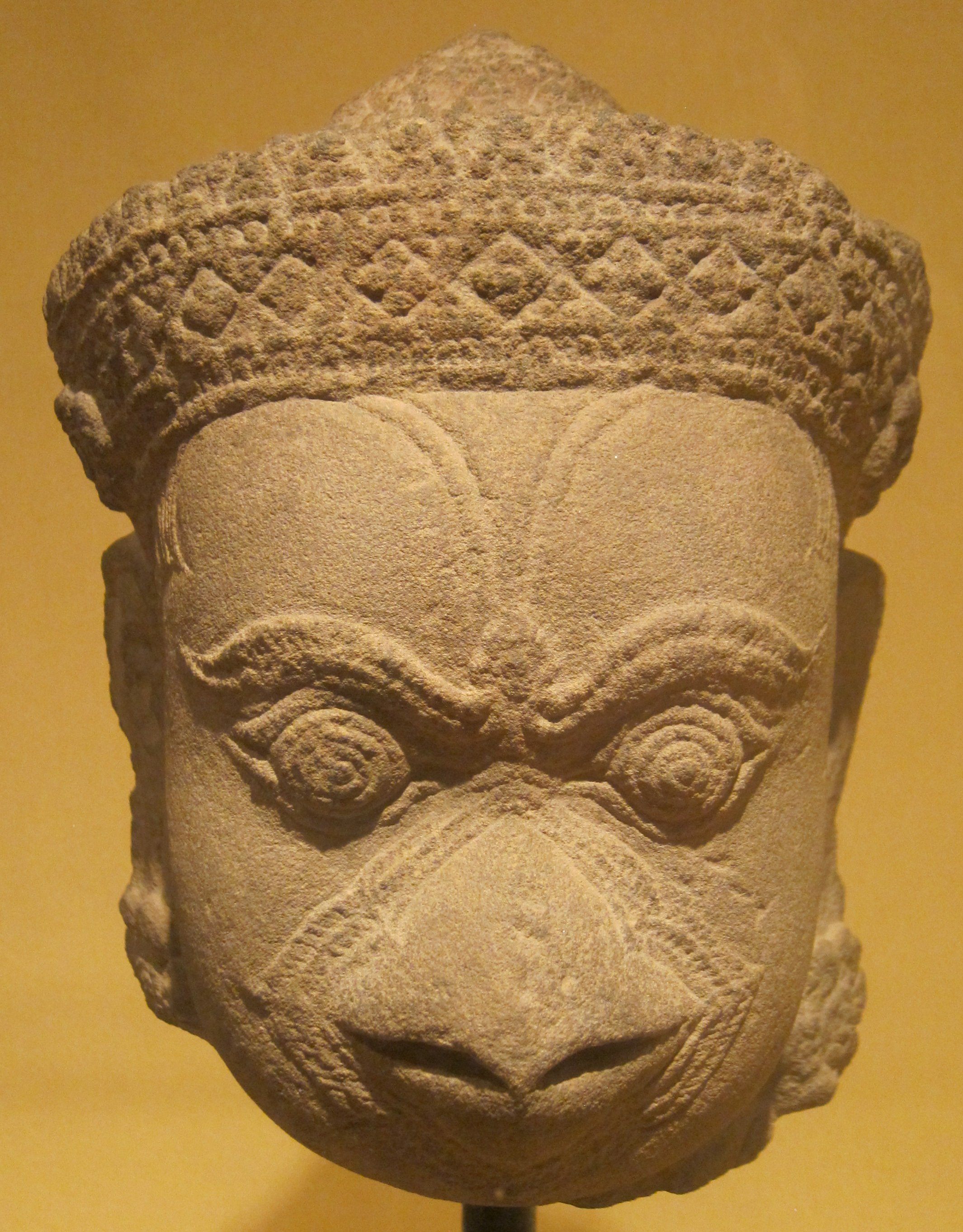
Cap de Garuda del segle xiv, Cambodja
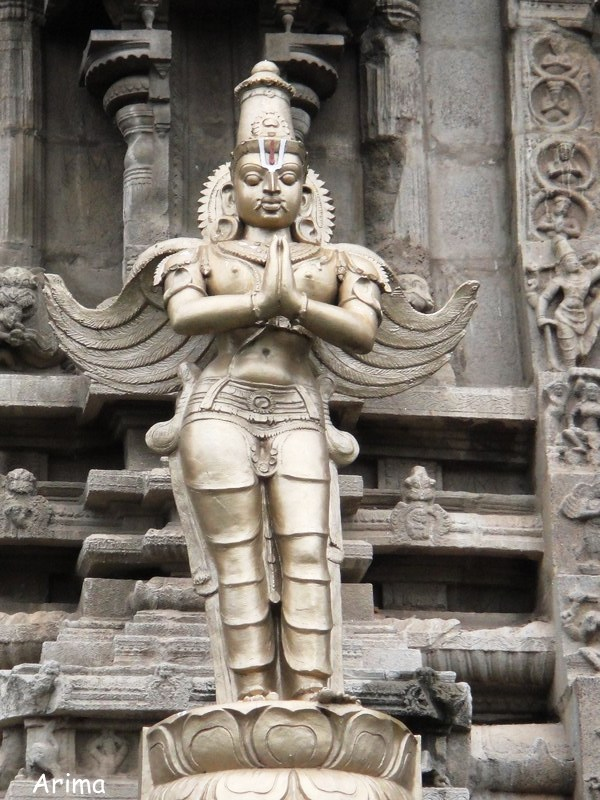
Garuda al temple de Srivilliputur, Tamil Nadu, Índia
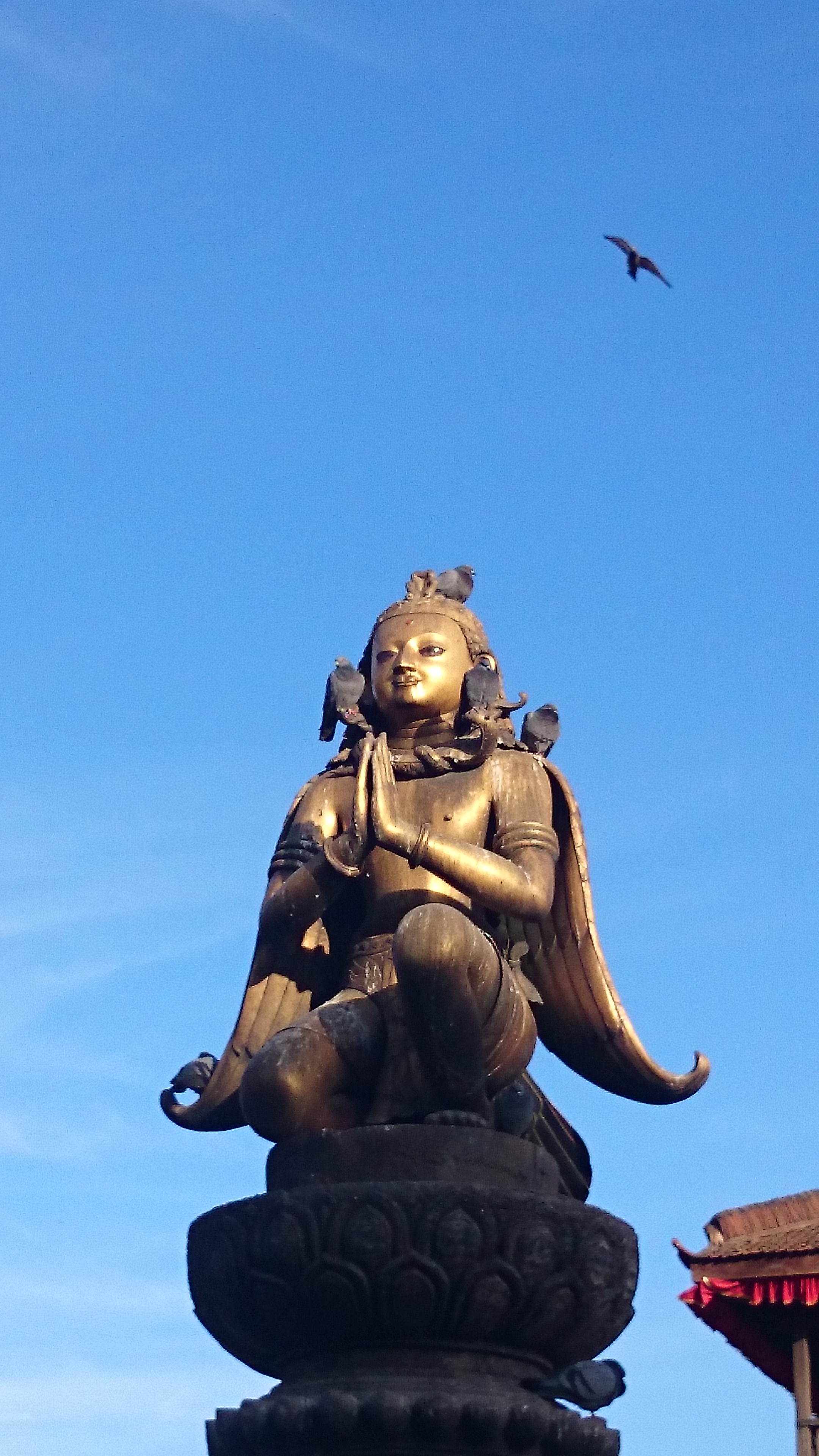
Pilar de Garuda, Nepal
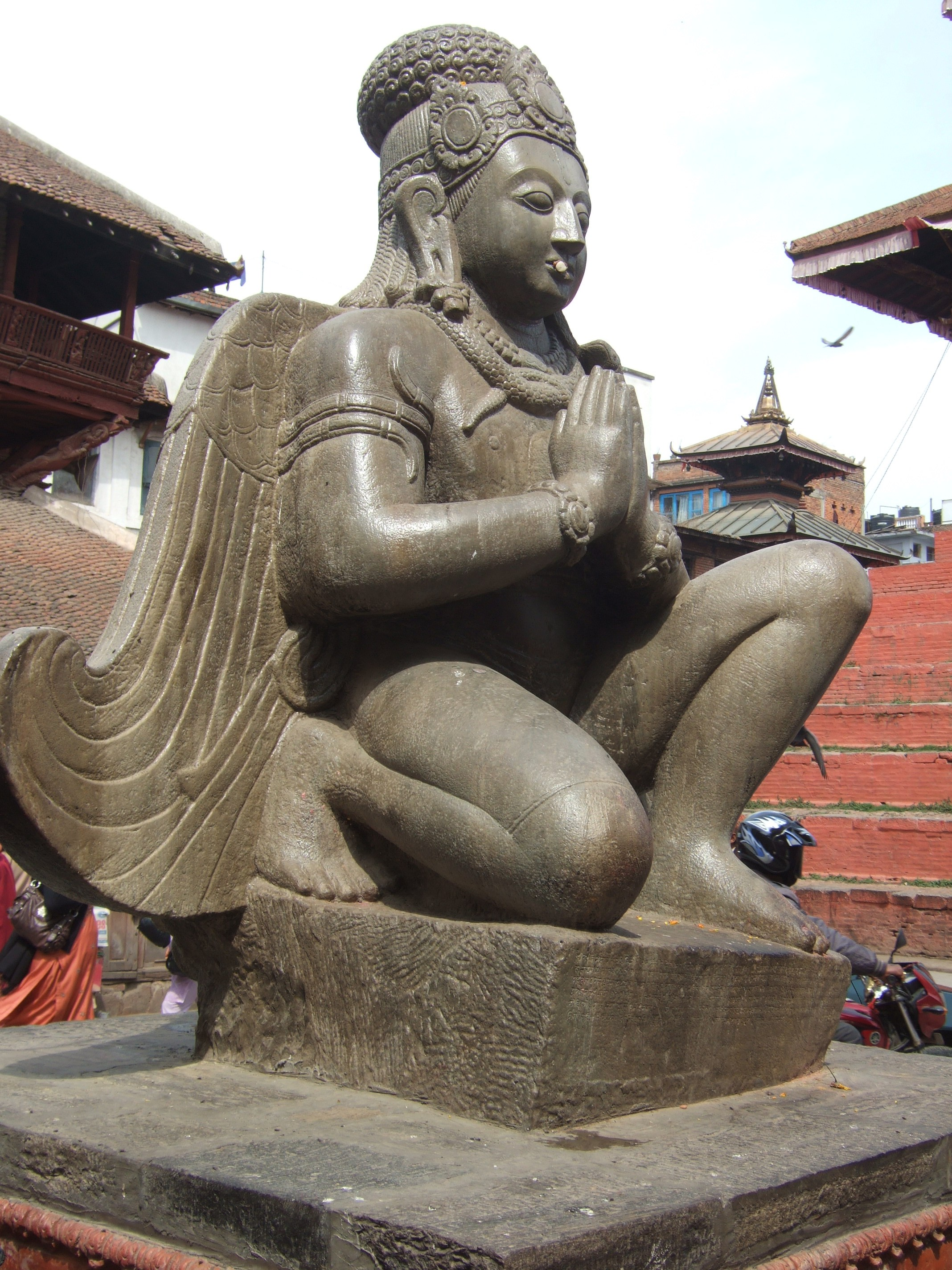
Garuda a la plaça Durbar de Kathmandu, Nepal.
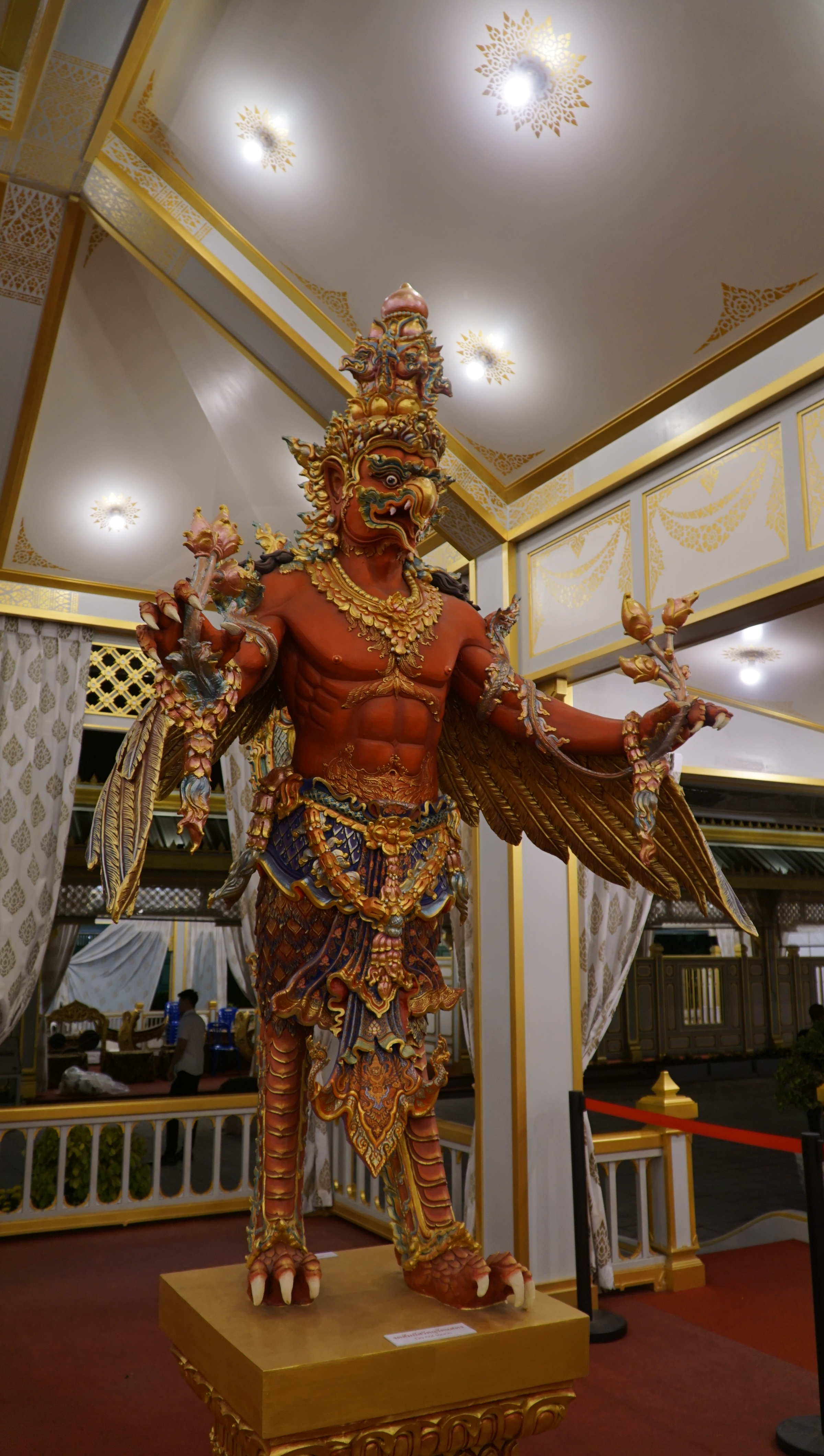
Garuda al funeral del rei Bhumibol Adulyadej de Tailàndia el 2017

Obres d'art

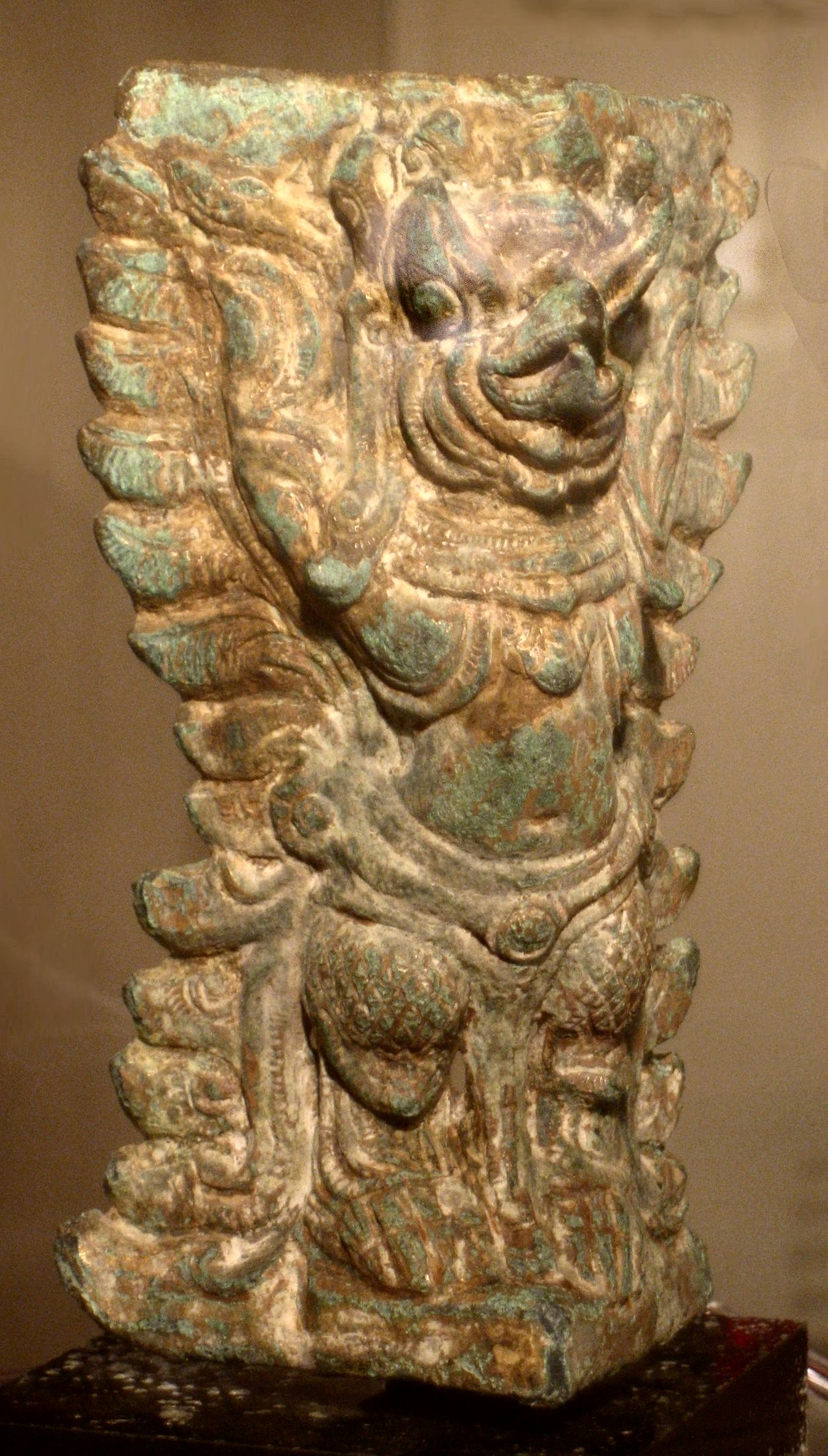
Figura de Garuda, Imperi Kherm, Cambodia, 12th-13th century.
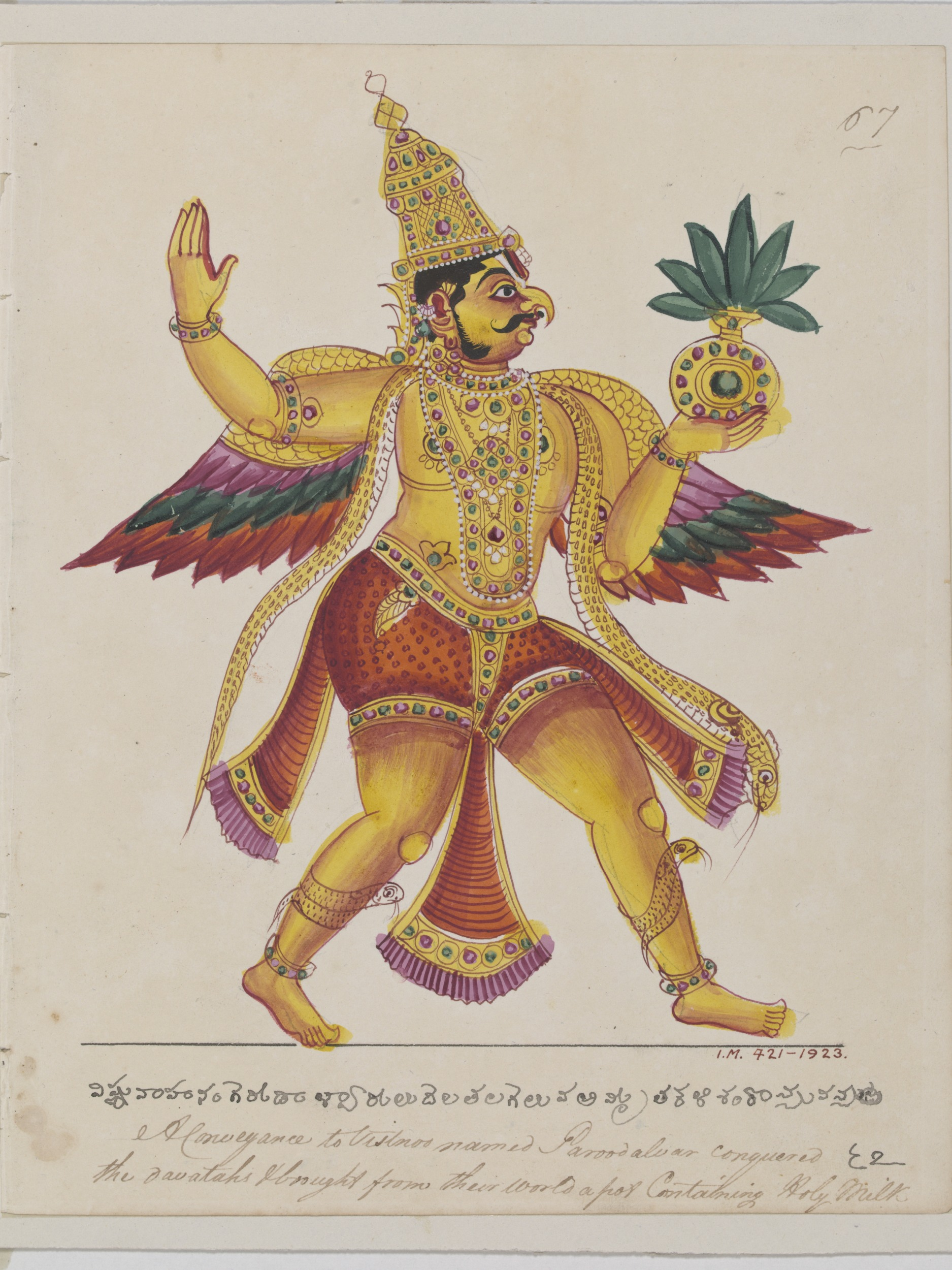
Garuda amb el vas d'Amrita
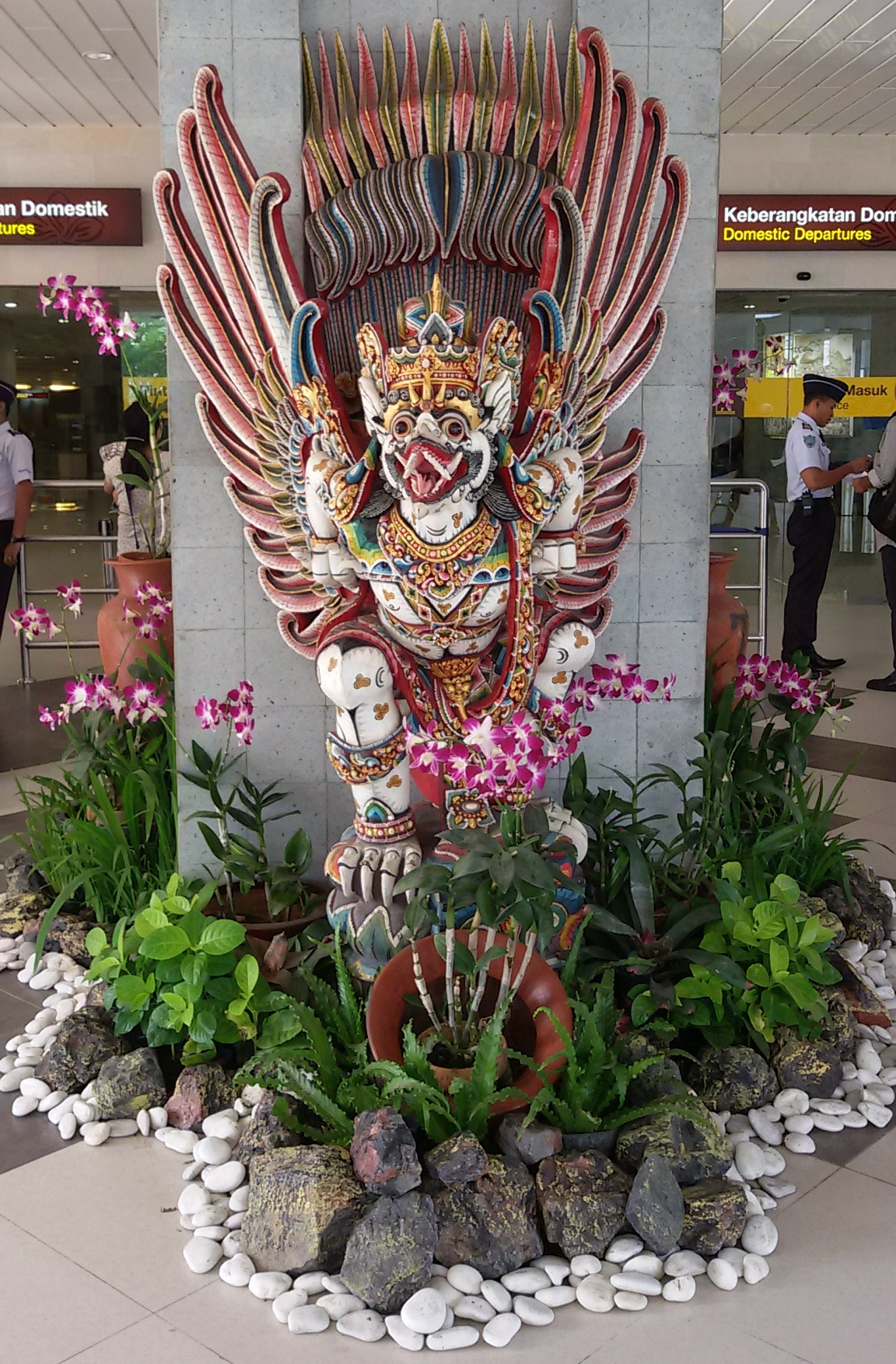
Estàtua balinesa de Garuda a l'aeroport Ngurah Rai, Bali, Indonèsia.